# Munna setosa
Munna setosa är en kräftdjursart som beskrevs av Oleg Grigor'evich Kussakin1962. Munna setosa ingår i släktet Munna och familjen Munnidae. Inga underarter finns listade i Catalogue of Life.